# Ulrich Salchow
Ulrich Salchow (n. 7 august 1877, Copenhaga, Danemarca – d. 18 aprilie 1949, Hedvig Eleonora parish⁠(d), Comitatul Stockholm, Suedia) a fost un patinator artistic ce a reprezentat Suedia, medaliat olimpic. A participat la 2 ediții ale Jocurilor Olimpice (1908, 1920) în care a câștigat o medalie de aur.